# Luzac Onderwijs
Luzac is een keten die privaatonderwijs aanbiedt voor het voortgezet onderwijs in Nederland. Leerlingen kunnen er versneld of gefaseerd een diploma halen. Ook kan er voor deelcertificaten worden gewerkt. Luzac biedt daarnaast ook examentrainingen aan.

## Geschiedenis
Luzac is opgericht in 1983 door Eric Jan Luzac, die directeur-eigenaar was tot 1988. De school werd overgenomen door Wolters Schaberg, een investeringsmaatschappij. Van daaruit werd de keten van particuliere scholen in 1995 eigendom van de beursgenoteerde onderneming Goudsmit. Daarna kwam Luzac College in handen van USG People, voorheen Solvus. De vestiging van Luzac in Brasschaat werd in 2005 weer gesloten. In 2006 werd Luzac Holding met onder meer opleidingsinstituten Luzac College en InterCollege door middel van een buyout eigendom van Rabobank Participaties. Op dat moment was Luzac College eveneens actief op Curaçao onder de naam Nieuw Abel Tasman College. In datzelfde jaar begon men met het Luzac Lyceum, een volledige opleiding voor algemeen voortgezet onderwijs. In 2016 werd het onderwijsbedrijf overgenomen door de NCOI Opleidingsgroep waarna hogeschoolonderwijs aan het Luzac-aanbod werd toegevoegd. Het aanbod van Hogeschool Luzac is sinds 2019 opgegaan in een andere dochteronderneming van NCOI, onderwijsinstituut TIO. Sindsdien richt Luzac zich enkel op middelbare scholieren. In 2024 is Instituut Blankestijn, een privéschool te Utrecht, opgegaan in Luzac Utrecht.

## Structuur
De scholen verzorgen een versneld examentraject. De structuur van het vavo maakt het mogelijk om de laatste twee jaar van zowel vmbo-tl, havo als vwo in één jaar te volgen. Ook kunnen leerlingen een deelpakket volgen of van profiel wisselen. Naast Luzac College is er Luzac Lyceum voor voortgezet onderwijs van brugklas tot diploma, zonder vavo-structuur. Met uitzondering van Amsterdam zitten Lyceum- en College-leerlingen in dezelfde vestiging en hebben zij dezelfde docenten.
Luzac heeft 16 vestigingen in Nederland. De klassen zijn klein, gemiddeld twaalf leerlingen. De scholen zelf zijn eveneens kleinschalig (tot 180 leerlingen). Het Luzac heeft twee vestigingen in Amsterdam. Daarnaast heeft het bedrijf een vestiging in Den Haag, Rotterdam, Leiden, Hilversum, Amersfoort, Zwolle, Groningen, 's-Hertogenbosch, Eindhoven, Haarlem, Alkmaar, Arnhem, Utrecht en Breda. In de loop van de jaren zijn verschillende vestigingen gesloten omdat er te weinig animo was waaronder Enschede, Goes en Maastricht.
De scholen krijgen geen subsidie van de overheid, omdat het een privé-instelling is. Een jaar naar school bij Luzac kost tussen de € 26.650 en € 31.800, afhankelijk waar de leerling instroomt en het gekozen pakket.